# Sweetwater, Texas
Sweetwater är administrativ huvudort i Nolan County i Texas.  Enligt 2010 års folkräkning hade Sweetwater 10 906 invånare.

## Kända personer från Sweetwater
- John Layfield, fribrottare